# Dinamo-Stadion (Minsk)
Das Dinamo-Stadion (belarussisch Стадыён Дынама Stadyjon Dynama) ist ein Fußballstadion mit Leichtathletikanlage in der belarussischen Hauptstadt Minsk. Die Anlage bietet nach einem Umbau von 2012 bis 2018 insgesamt 22.246 Zuschauern Platz.

## Geschichte
Das Dinamo-Stadion wurde im Jahre 1934 erbaut, damals noch unter dem Namen Minsker Stadion (belarussisch Менскі стадыён). Nach Kriegszerstörungen erfolgte bis 1954 der Wiederaufbau. Für das Fußballturnier bei den Olympischen Sommerspielen 1980 in Moskau wurde das Stadion renoviert und ausgebaut. Zuletzt wurde das Stadion hauptsächlich vom Hauptstadtclub FK Dinamo Minsk und von der belarussischen Fußballnationalmannschaft genutzt. Außerdem trug die Mannschaft von BATE Baryssau aufgrund der hohen Kapazität des Stadions ihre Heimspiele in der UEFA Champions League im Dinamo-Stadion aus.

### Teilabriss und Wiederaufbau
Dezember 2012 begann der Abriss des Stadions. Die Planung sah ein neues Stadion mit rund 40.000 Plätzen für 150 Millionen Euro vor. Zu diesem Zeitpunkt waren aber weder Aussehen noch Finanzierung klar. Der Bau sollte ursprünglich zwei Jahre in Anspruch nehmen, ein Baubeginn stand aber noch nicht fest. Ende Januar 2013 wurden die drei Gewinner des Design-Wettbewerbs für das neue Stadion vorgestellt. Des Weiteren sollte der Neubau mit 500 V.I.P.-Plätzen und 200 Presseplätzen sowie Presseraum ausgestattet sein. Unter einer Tribüne sollten eine Tiefgarage mit 300 bis 500 PKW- und drei bis vier Busstellplätzen errichtet werden. Zur Ausstattung sollten weiterhin Cafés, Restaurants, Bars, Geschäfte und ein Fanshop gehören.
Im September 2014 wurden die Sitze des Stadions bis auf einen kleinen Rest sowie die sportlichen Anlagen ausgebaut. Weiterhin war die Zusatztribüne auf der Westseite des Stadions bereits abgerissen. Der Rückbau des dritten der ursprünglich vier Flutlichtmasten war nahezu abgeschlossen. Das Stadiongebäude mit Anzeigetafel und olympischer Fackel stand nur wenig verändert da, ebenso wie die Nebengebäude und -anlagen, die zum Teil noch zum Beispiel durch einen Fitnessklub genutzt wurden. Obwohl geschlossen und zur Baustelle erklärt, konnte das Stadion betreten werden, weil zwischen den noch genutzten Nebengebäuden und dem eigentlichen Stadion keine Absperrungen bestanden und zudem die Umleitung für einen gesperrten öffentlichen Fußweg über das Stadiongelände führte.
2017 war die Sanierung in vollem Gange. Das Stadion an sich blieb erhalten, wurde saniert und durch bürokomplexartige Aufbauten erweitert. Durch eine Art Welle auf dem Stadiondach wurden die Höhenunterschiede fließend gestaltet. 2018 wurde die Sportstätte wiedereröffnet. Im August 2018 kündigte Staatspräsident Aljaksandr Lukaschenka den Bau eines zweiten Nationalstadions in der Hauptstadt mit 40.000 Sitzplätzen an. Die Spielstätte soll ein reines Fußballstadion werden.

## Galerie

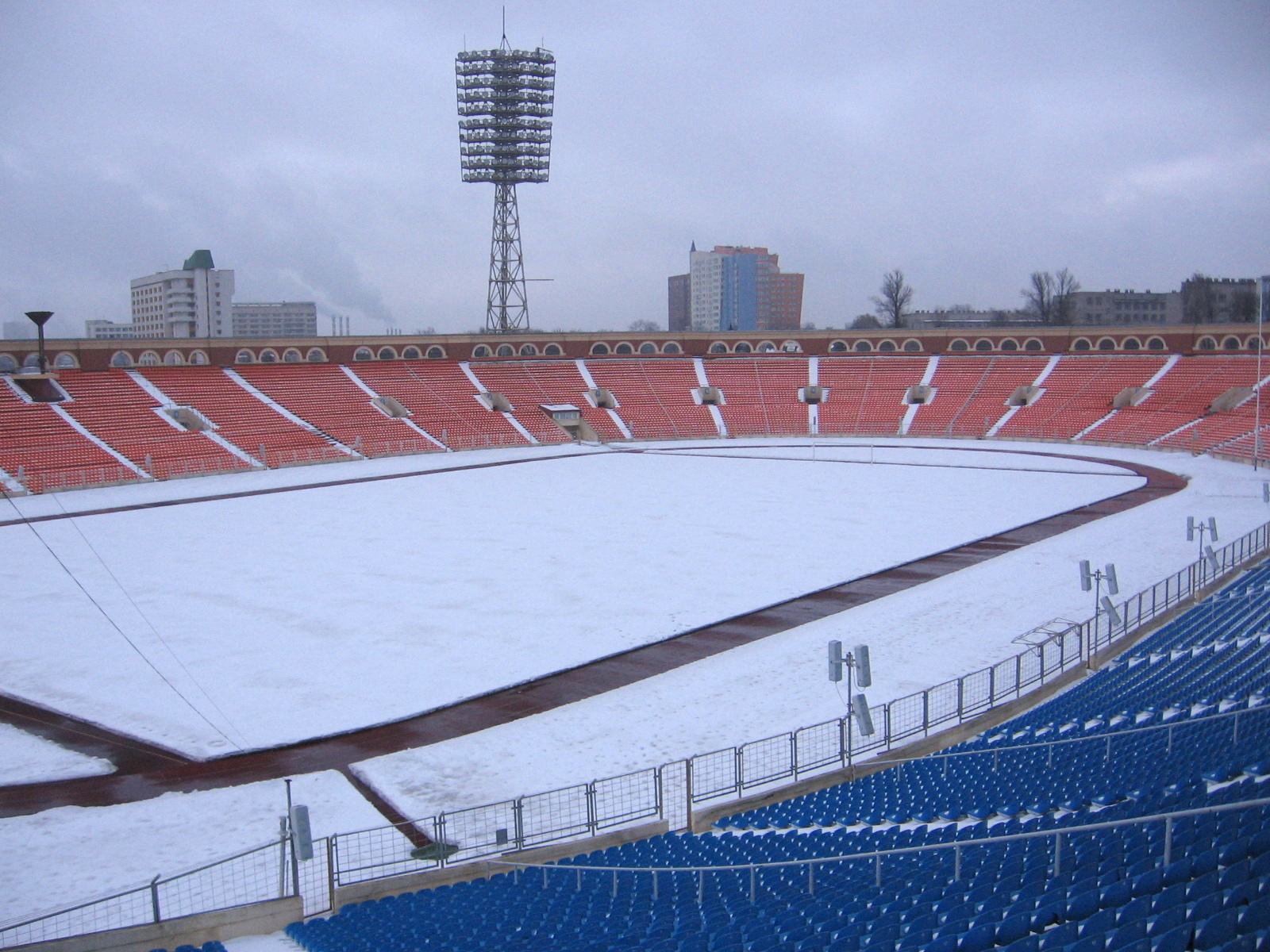
Blick in das Dinamo-Stadion im März 2007
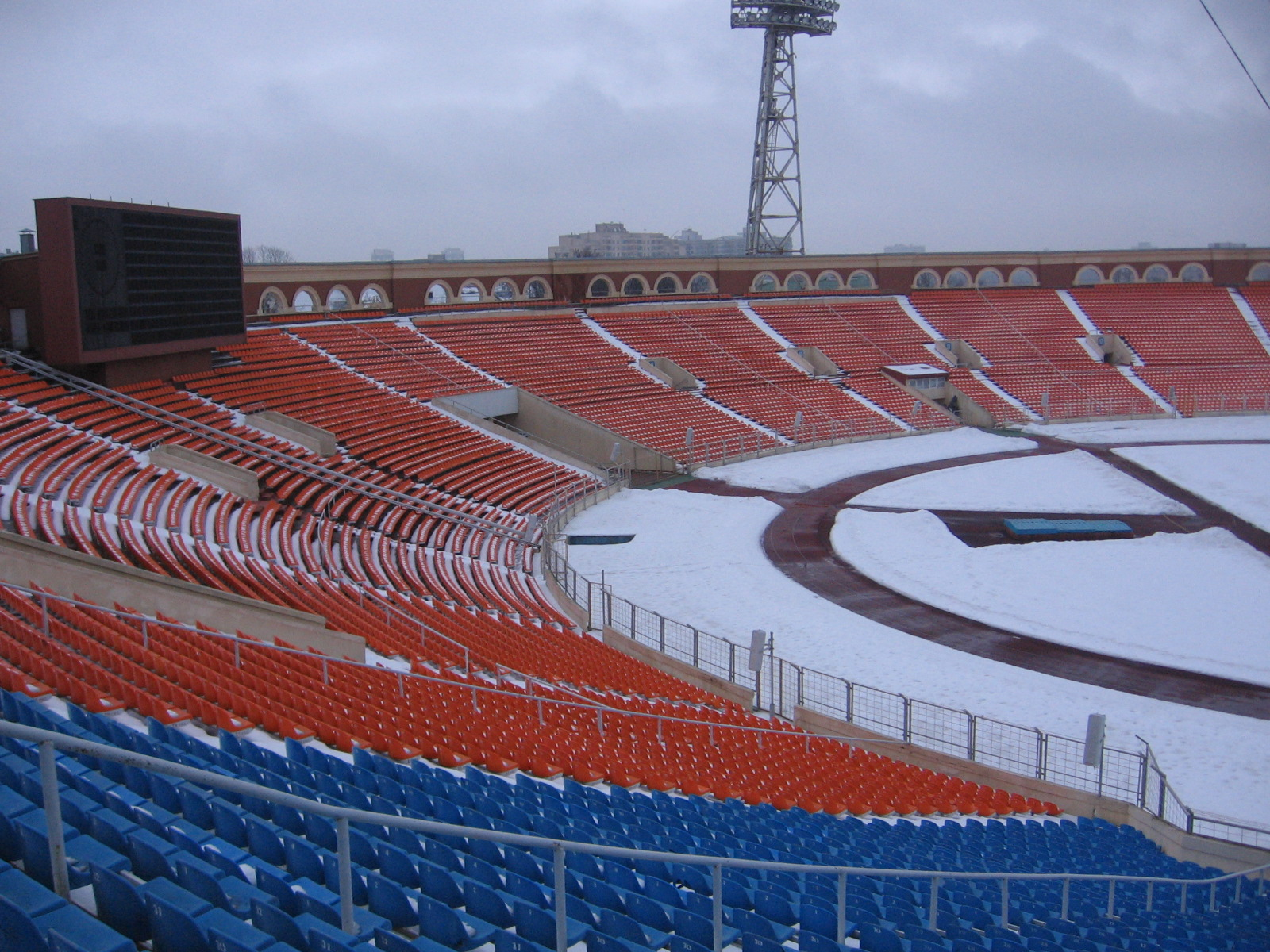
Anzeigetafel
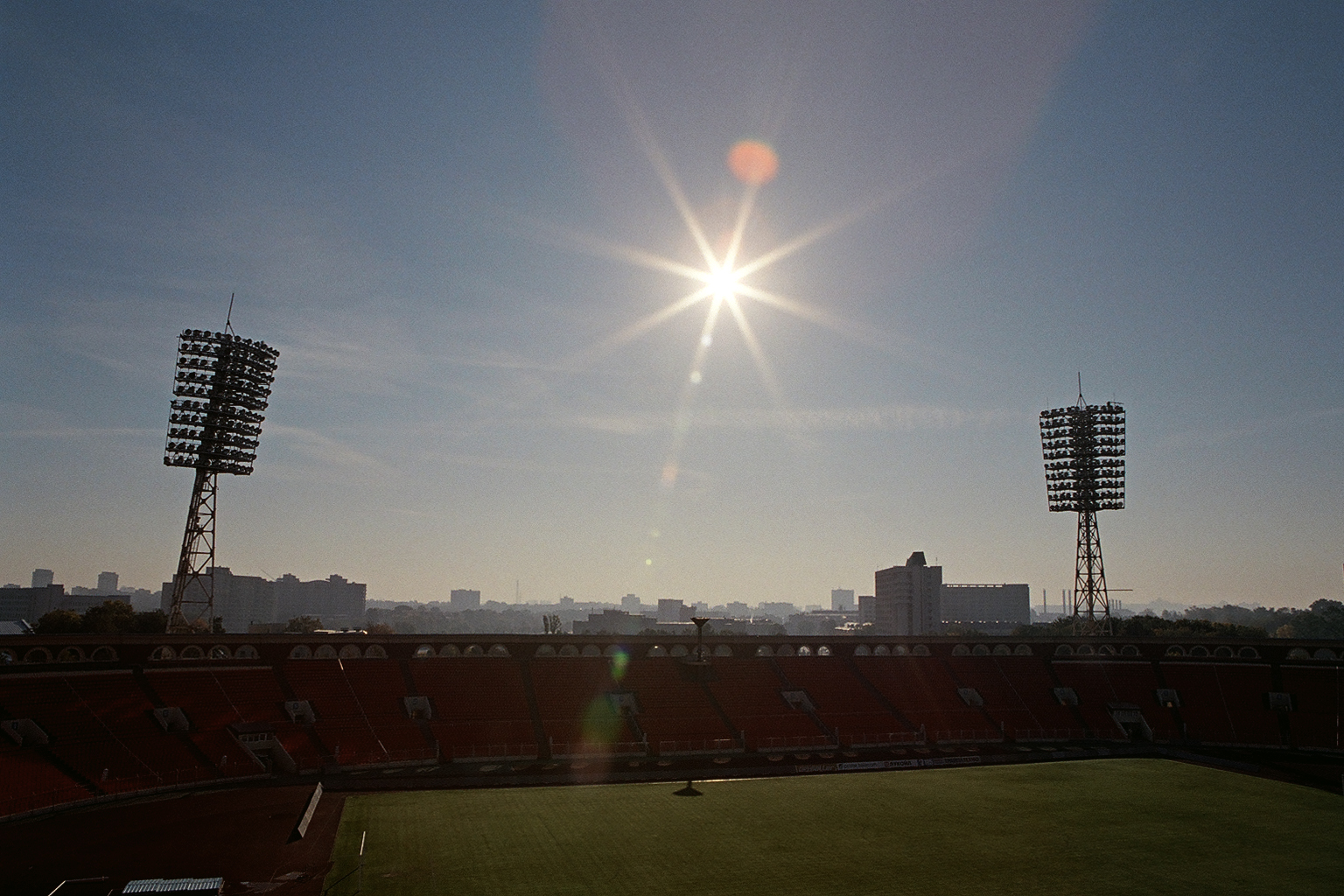
Flutlichtanlage
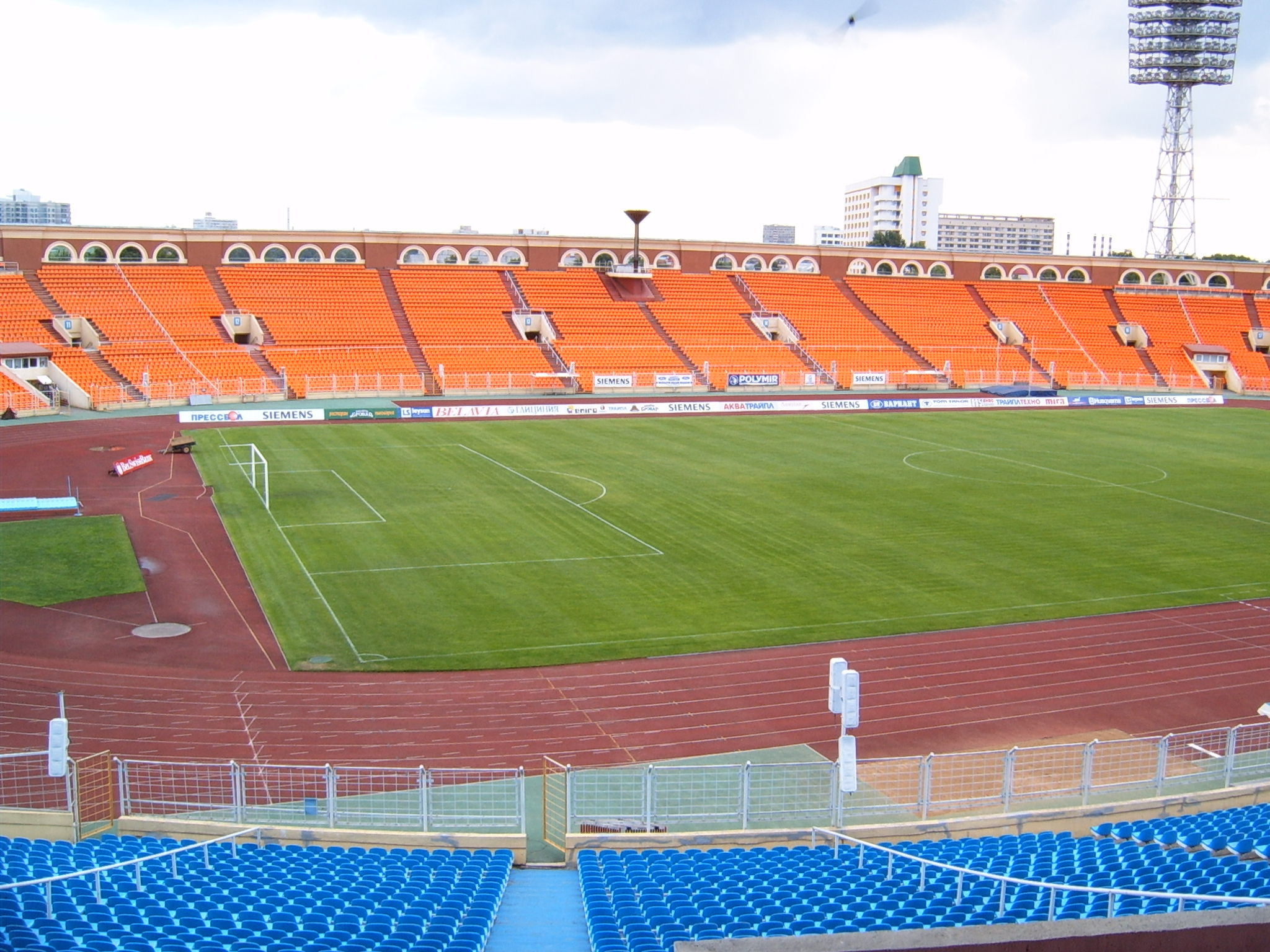
Innenraum
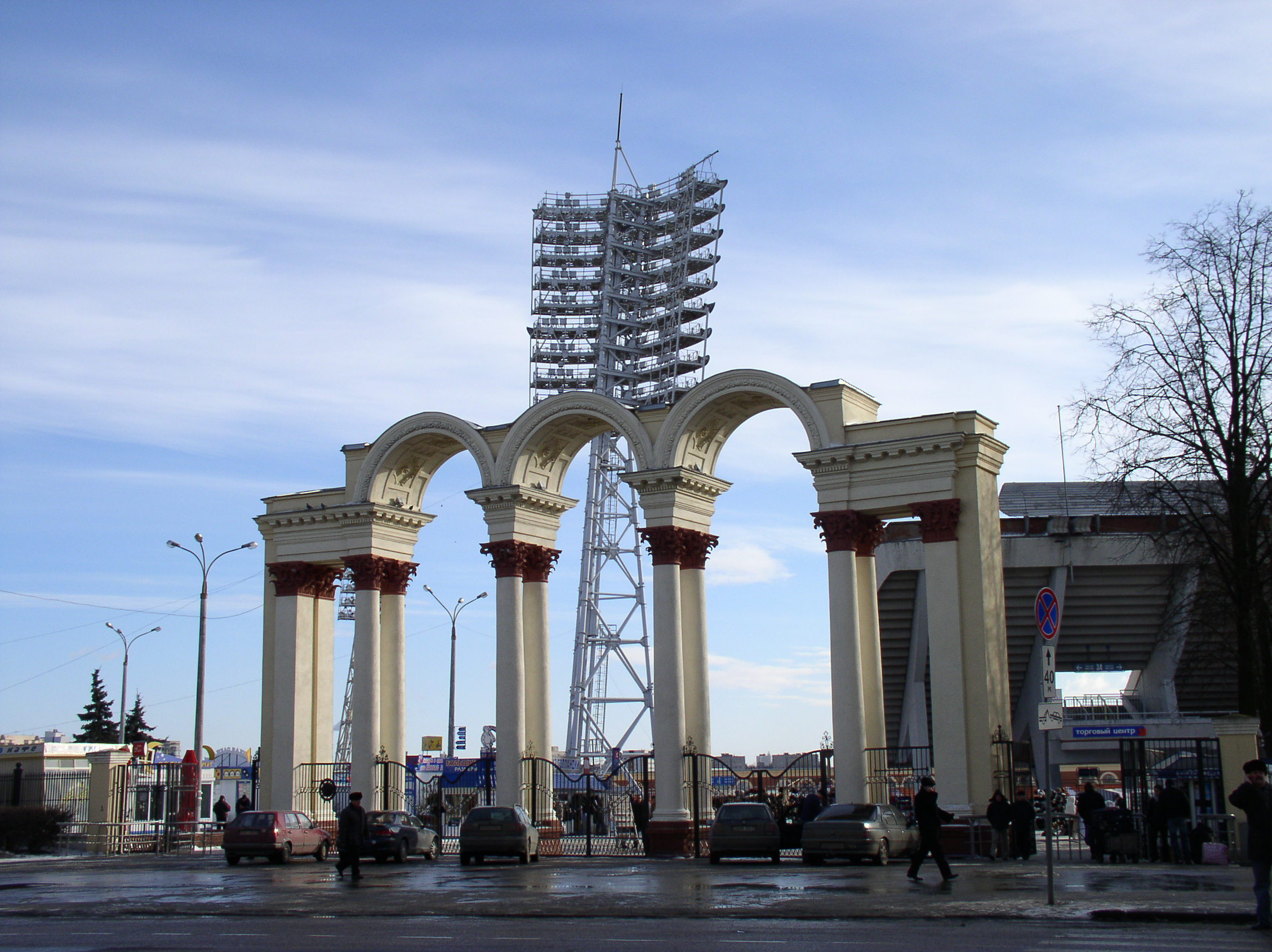
Eingang
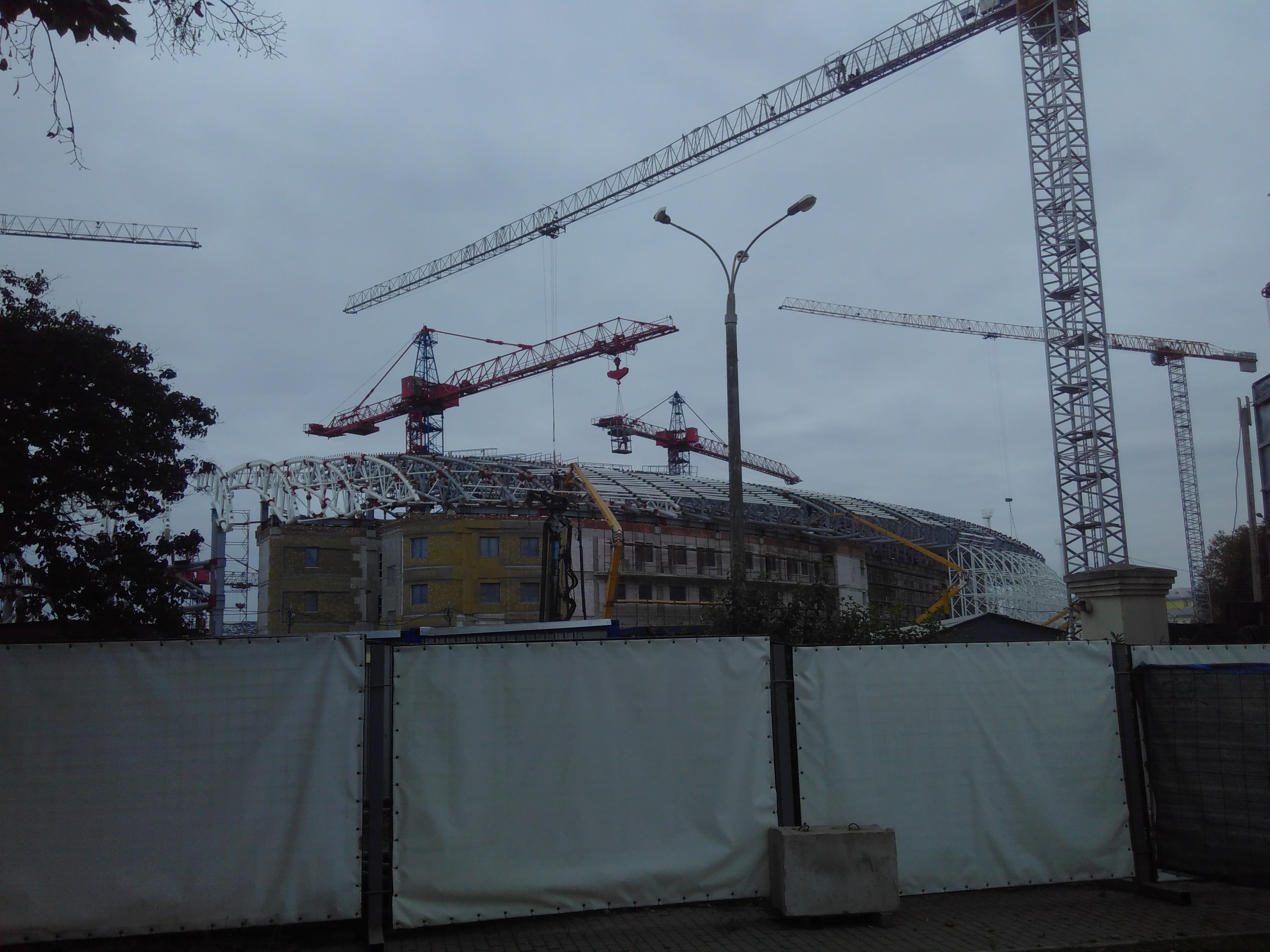
Neue Aufbauten auf dem alten Dinamo-Stadion im September 2017
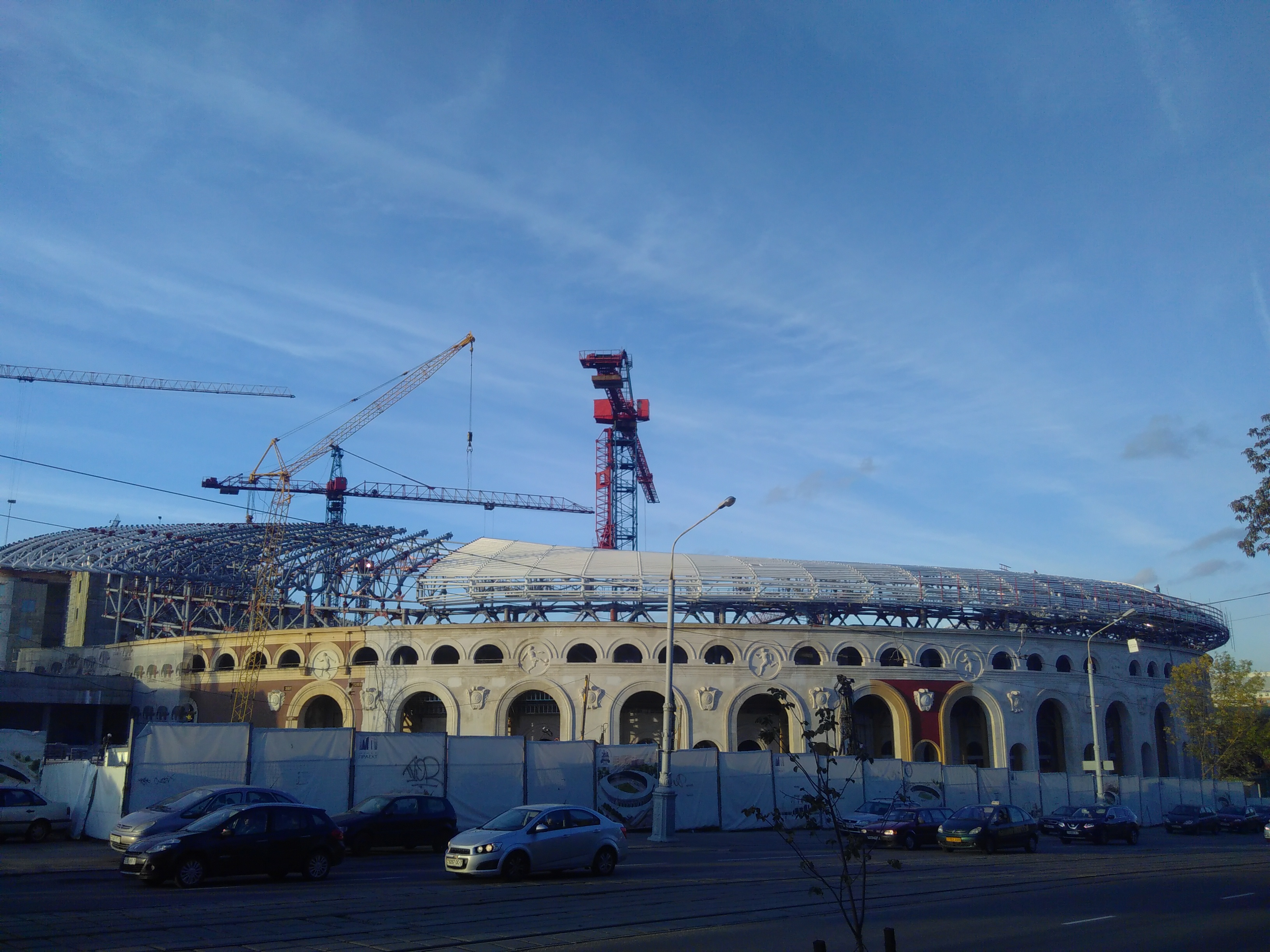
Neue Aufbauten auf dem alten Dinamo-Stadion im September 2017
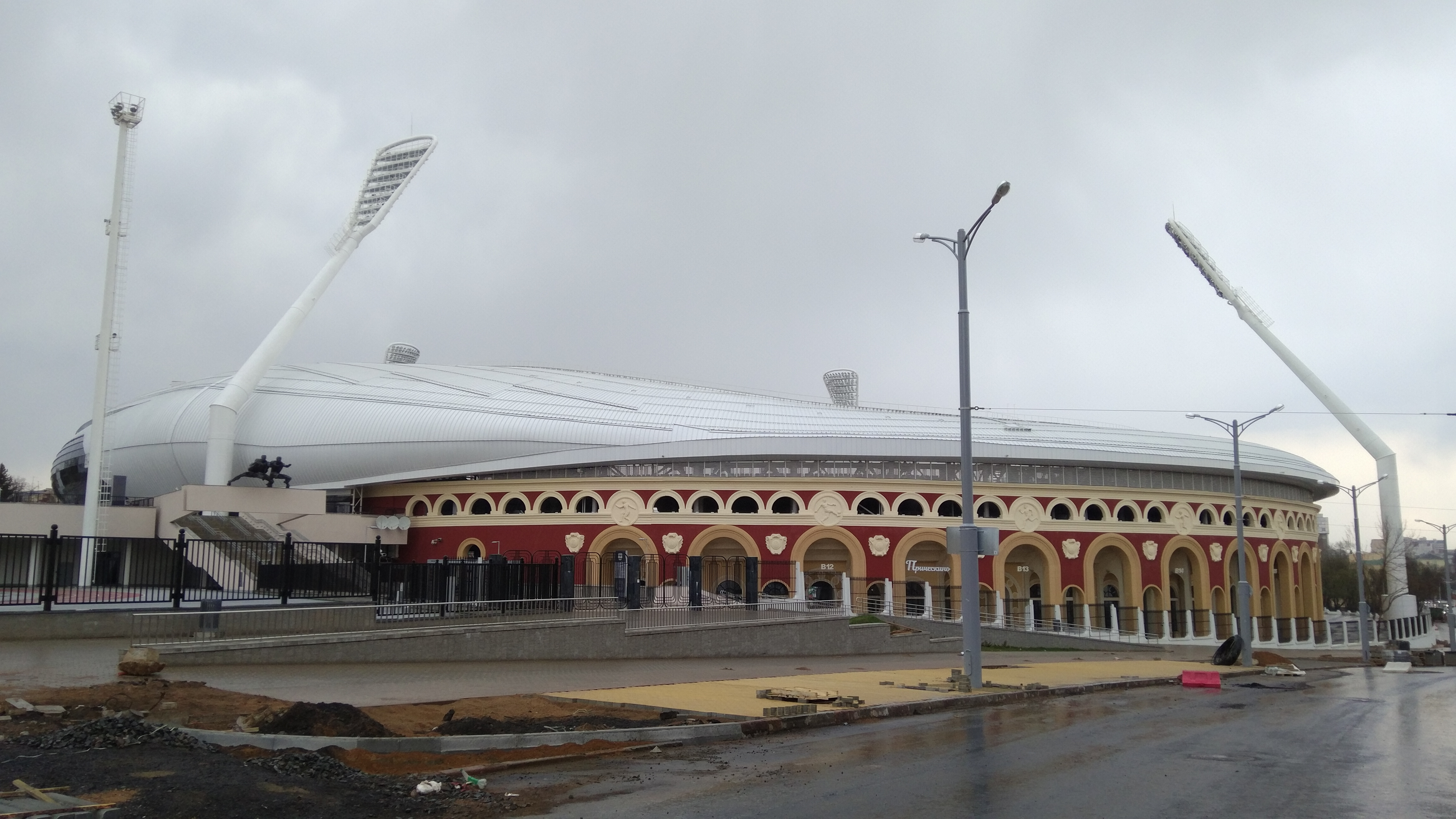
Gleiche Perspektive Ende April 2019
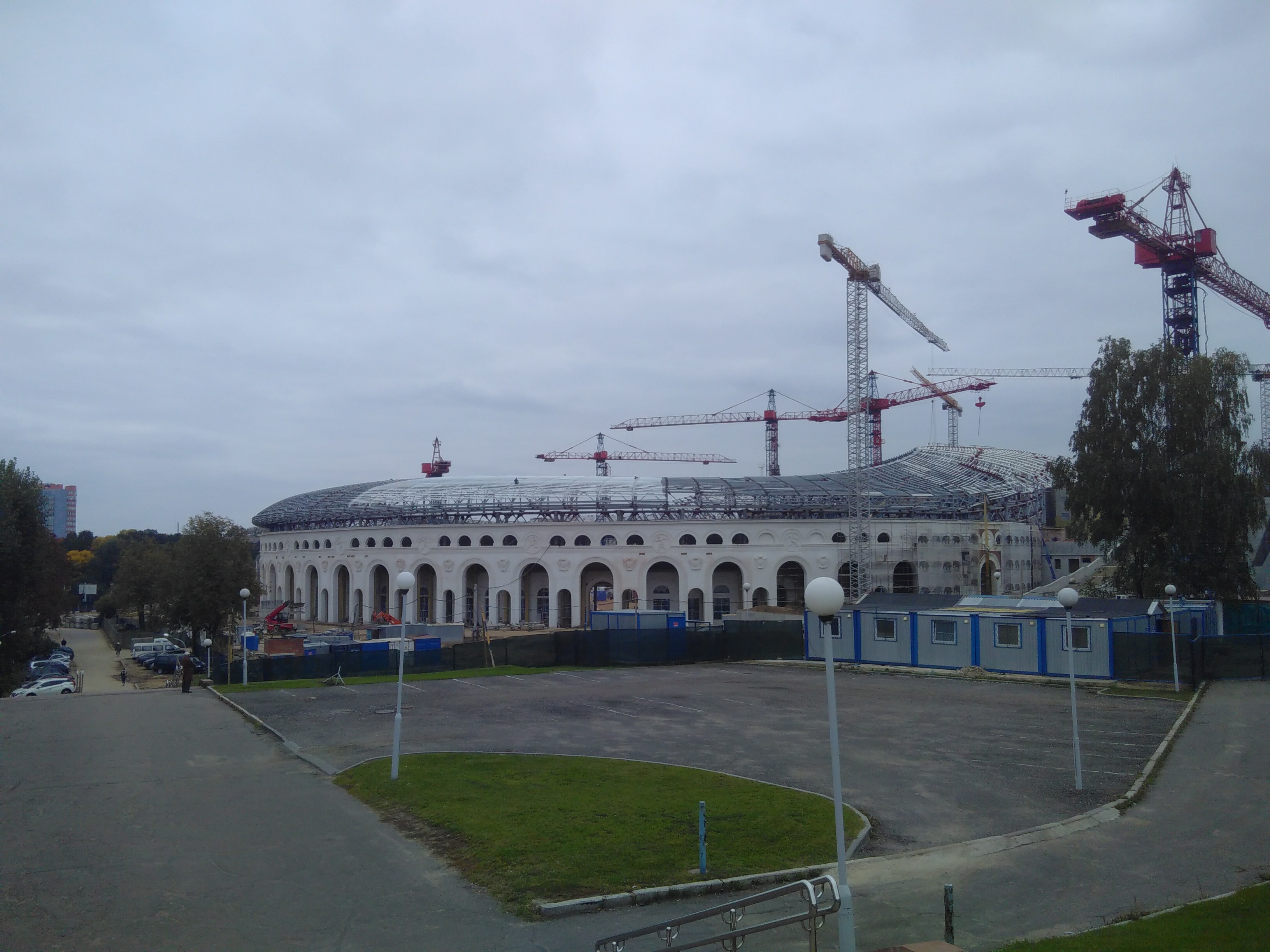
Im September 2017 ist bereits die „Wellenkonstruktion“ erkennbar, die Altbau und Neubau verbindet
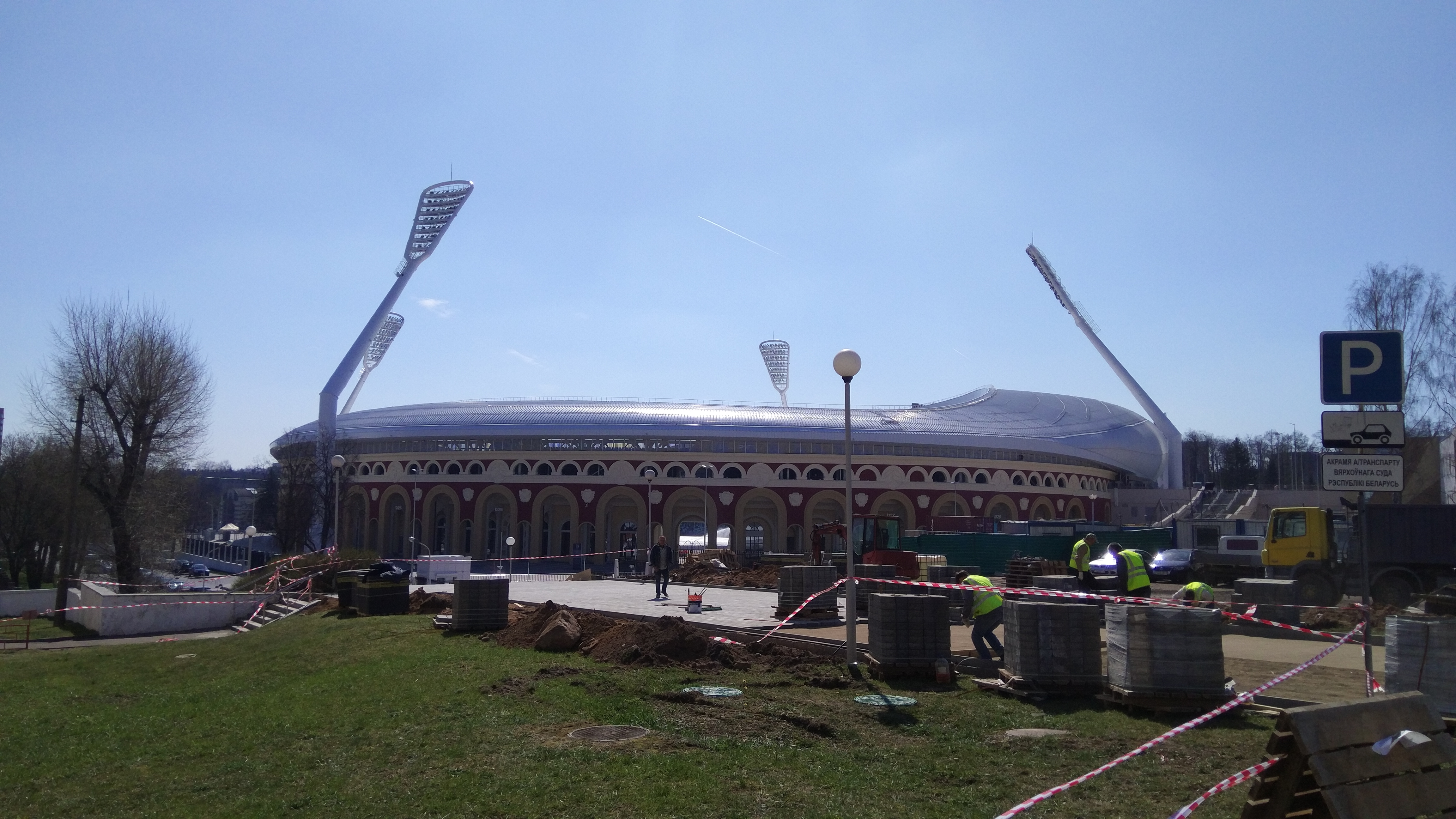
Gleiche Perspektive Ende April 2019